# Wielgowo-Sławociesze-Zdunowo
Wielgowo-Sławociesze-Zdunowo (do 2012 roku Wielgowo-Sławociesze) – osiedle administracyjne Szczecina, będące jednostką pomocniczą miasta. Położone na Prawobrzeżu, we wschodnim skraju miasta.
Według danych z 4 maja 2010 w osiedlu na pobyt stały zameldowanych było 3687 osób.
Osiedle tworzą części: Sławociesze, Wielgowo i Zdunowo. Od zachodu osiedle graniczy z osiedlami: Dąbie i Kijewo, od południa z osiedlem Płonia-Śmierdnica-Jezierzyce.
Komunikację zapewnia kolej: przystanek Szczecin Zdunowo oraz linie autobusowe zwykłe 73, 93 oraz nocna 534.

## Samorząd mieszkańców
Rada Osiedla Wielgowo-Sławociesze-Zdunowo liczy 15 członków. Samorząd osiedla Wielgowo-Sławociesze-Zdunowo został ustanowiony w 1990 roku.
Dane statystyczne z wyborów do rady osiedla od 2003 r.
| Data       | Liczba uprawnionych | Frekwencja |
| ---------- | ------------------- | ---------- |
| 13.04.2003 | 2 722               | 14,80%     |
| 20.05.2007 | 2 849               | 15,48%     |
| 22.05.2011 | 3 050               | 12,03%     |

## Sport
Na terenie osiedla funkcjonuje Osiedlowy Klub Sportowy - Vielgovia Szczecin, który został założony w 1997 roku. W sezonie 2025/2026 drużyna występuje w klasie A.

## Sławociesze[1]
Sławociesze (niem. Franzhausen) założono w 1768 roku.
Wśród pierwszych polskich osadników dominowali przybysze z Kresów, głównie mieszkańcy czterech miejscowości woj. lwowskiego. Były to: Zubrza, Pasieki Zubrzańskie, Rzęsna Polska i Sokolniki.
Inna polska nazwa: Stanisławowo.

## Linki zewnętrzne

Galeria
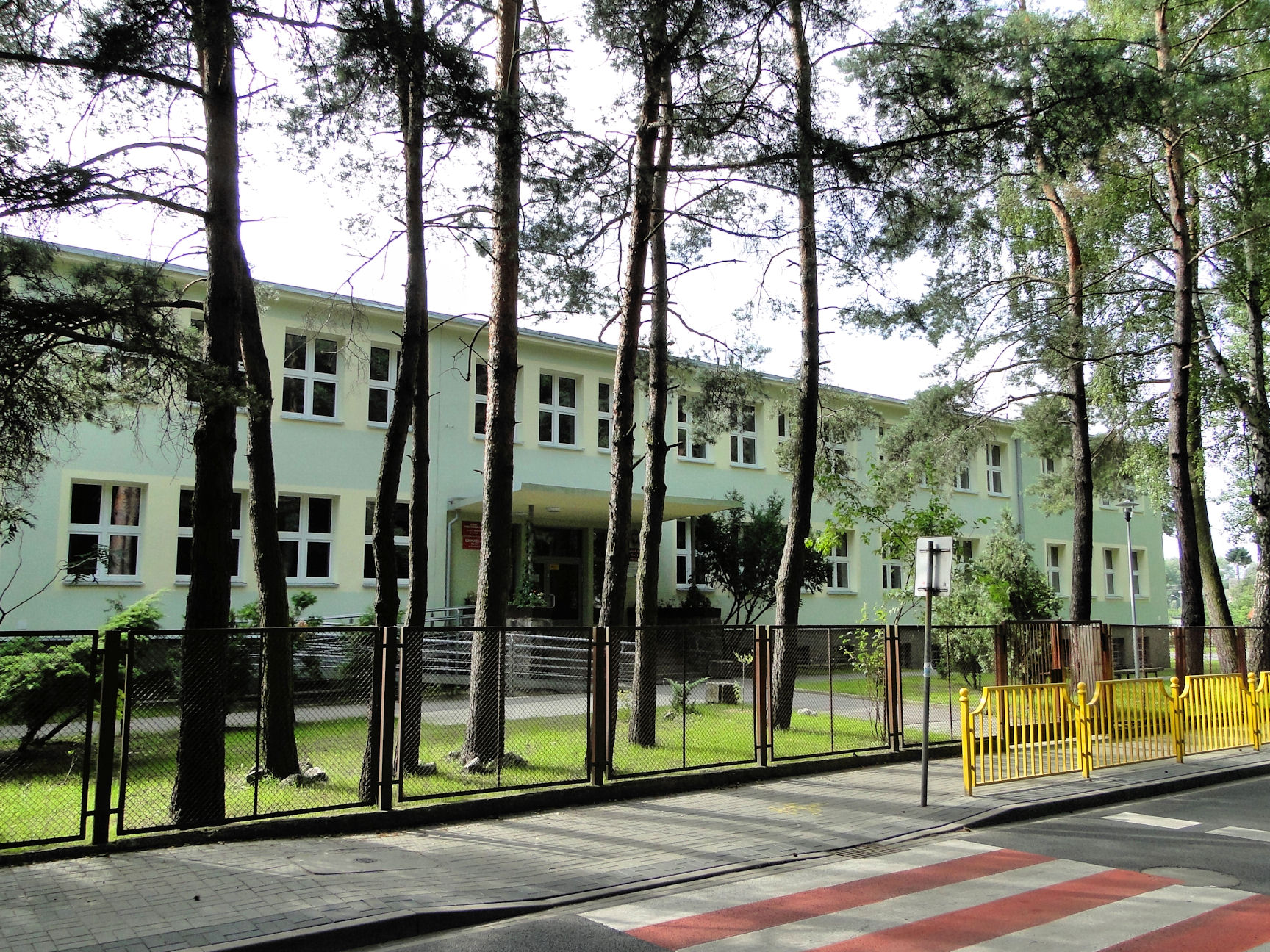
Wielgowo – szkoła
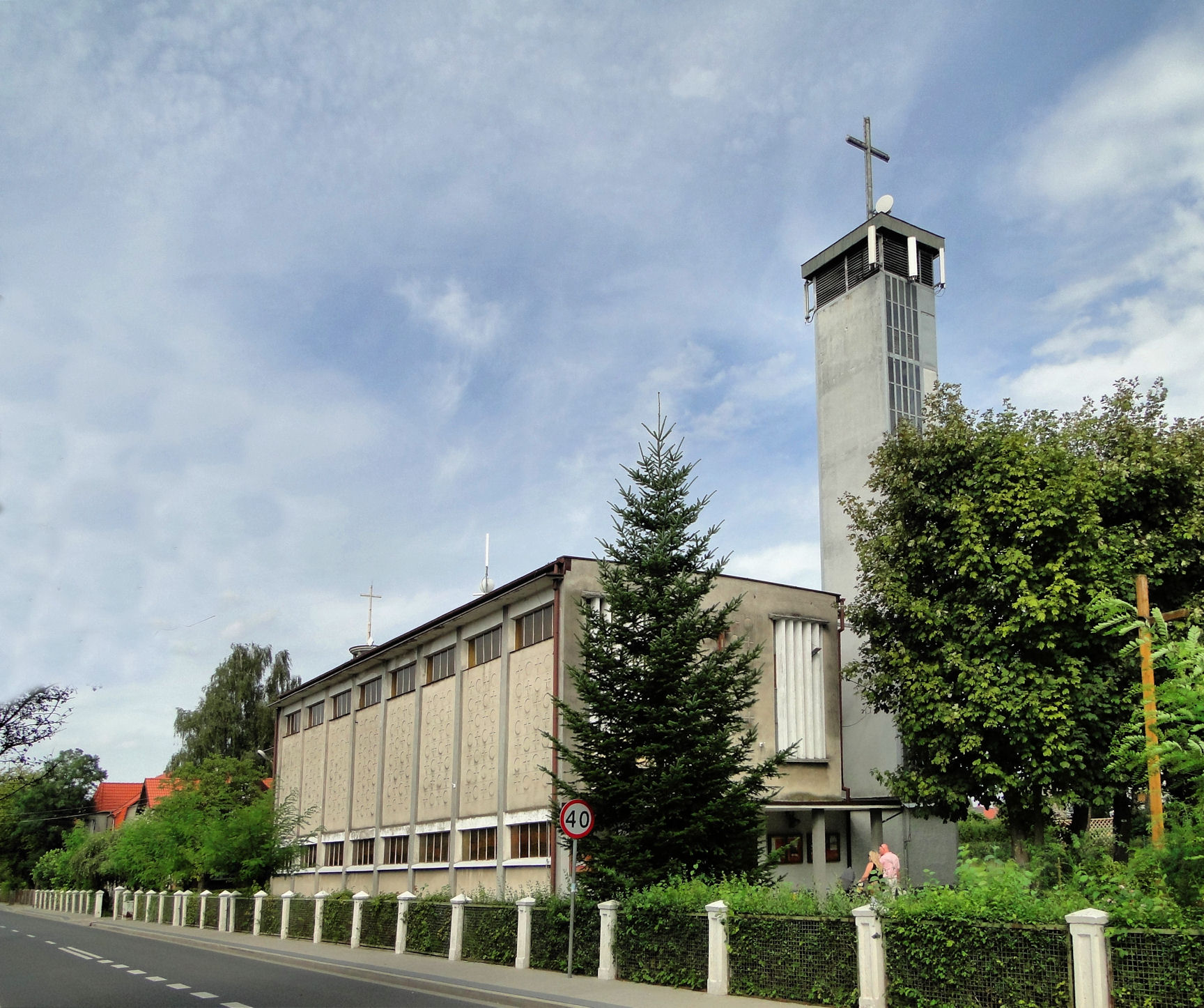
Wielgowo – kościół
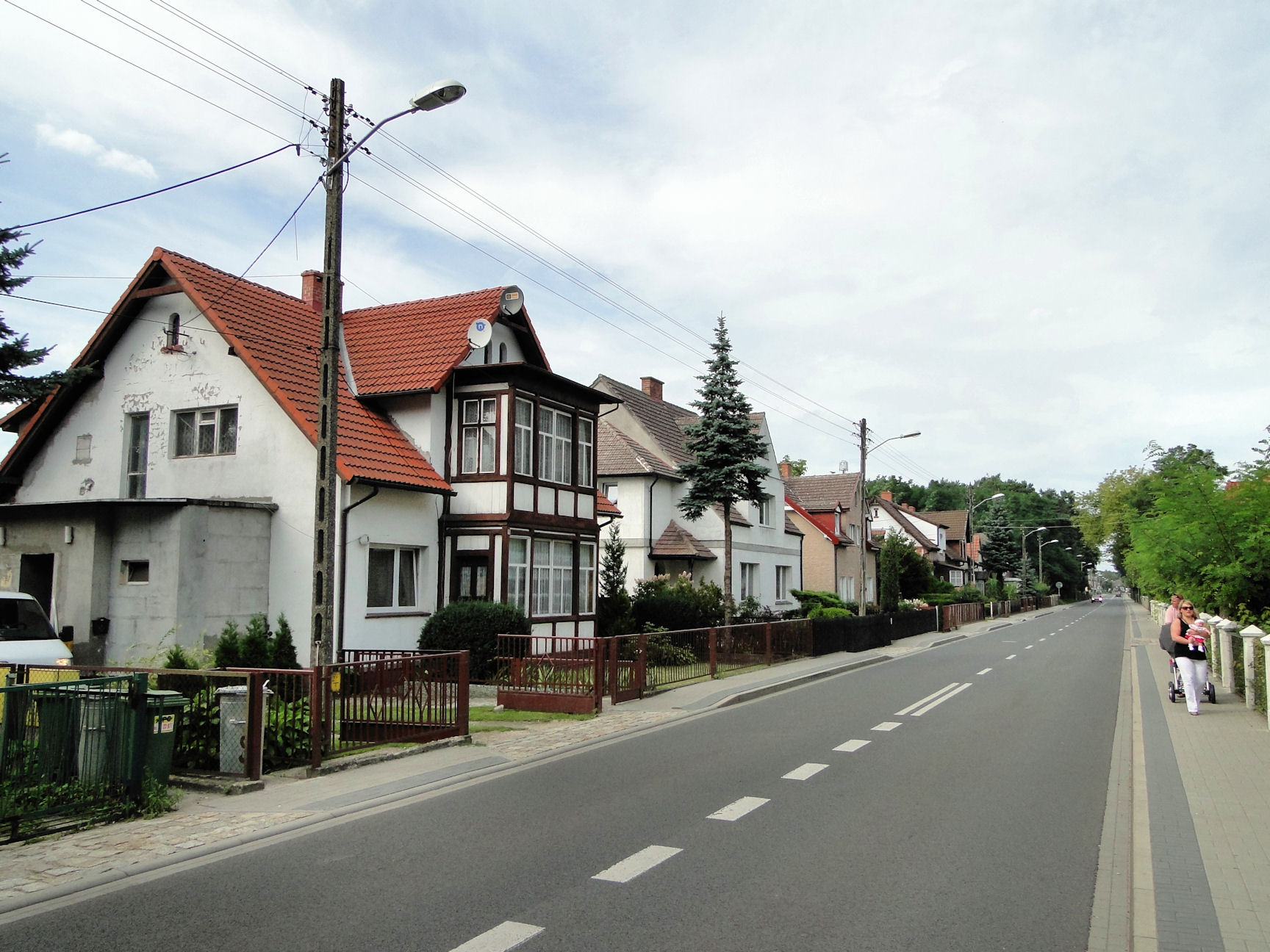
Wielgowo – ul. Bałtycka
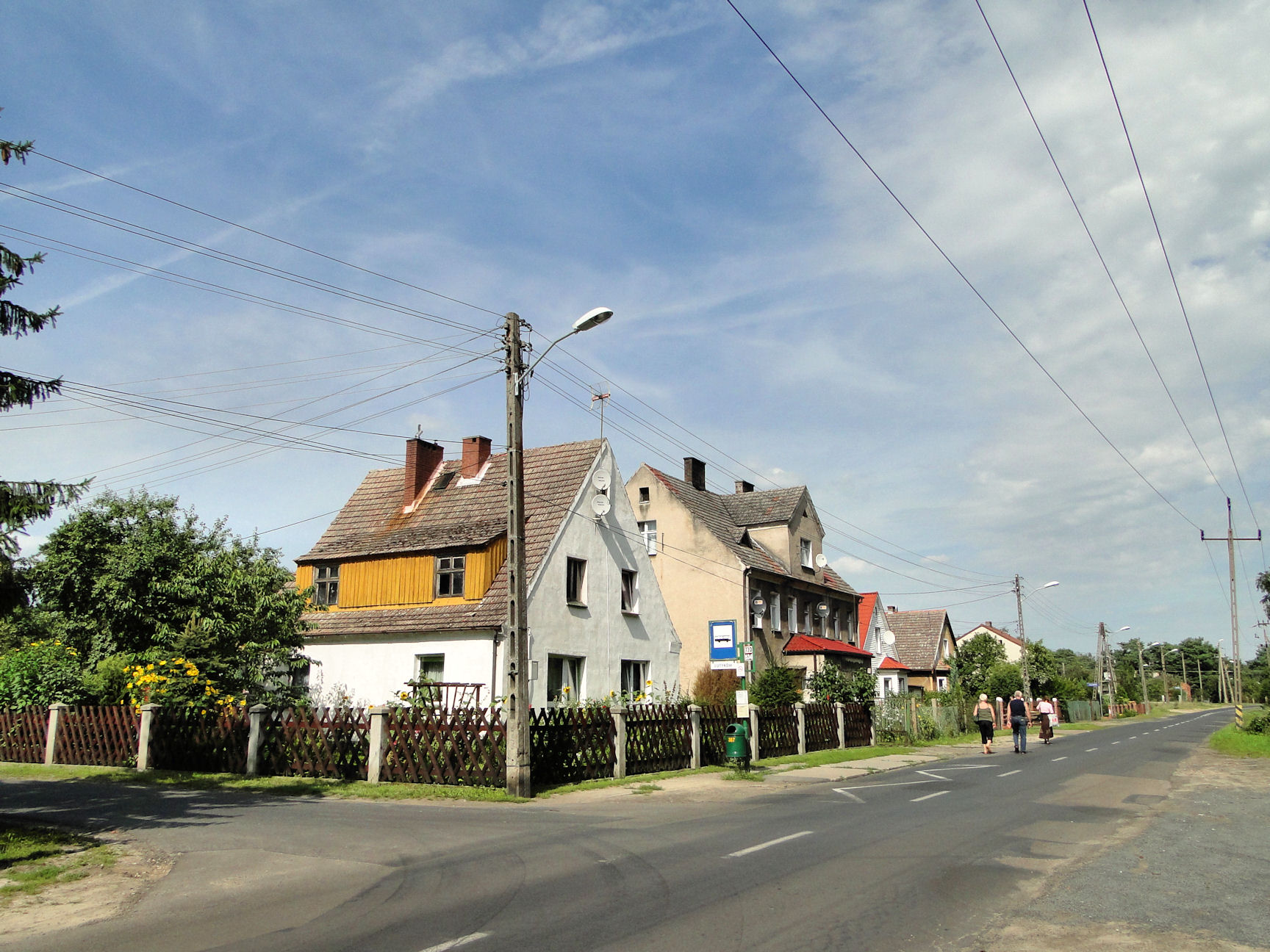
Sławociesze – ul. Przylesie
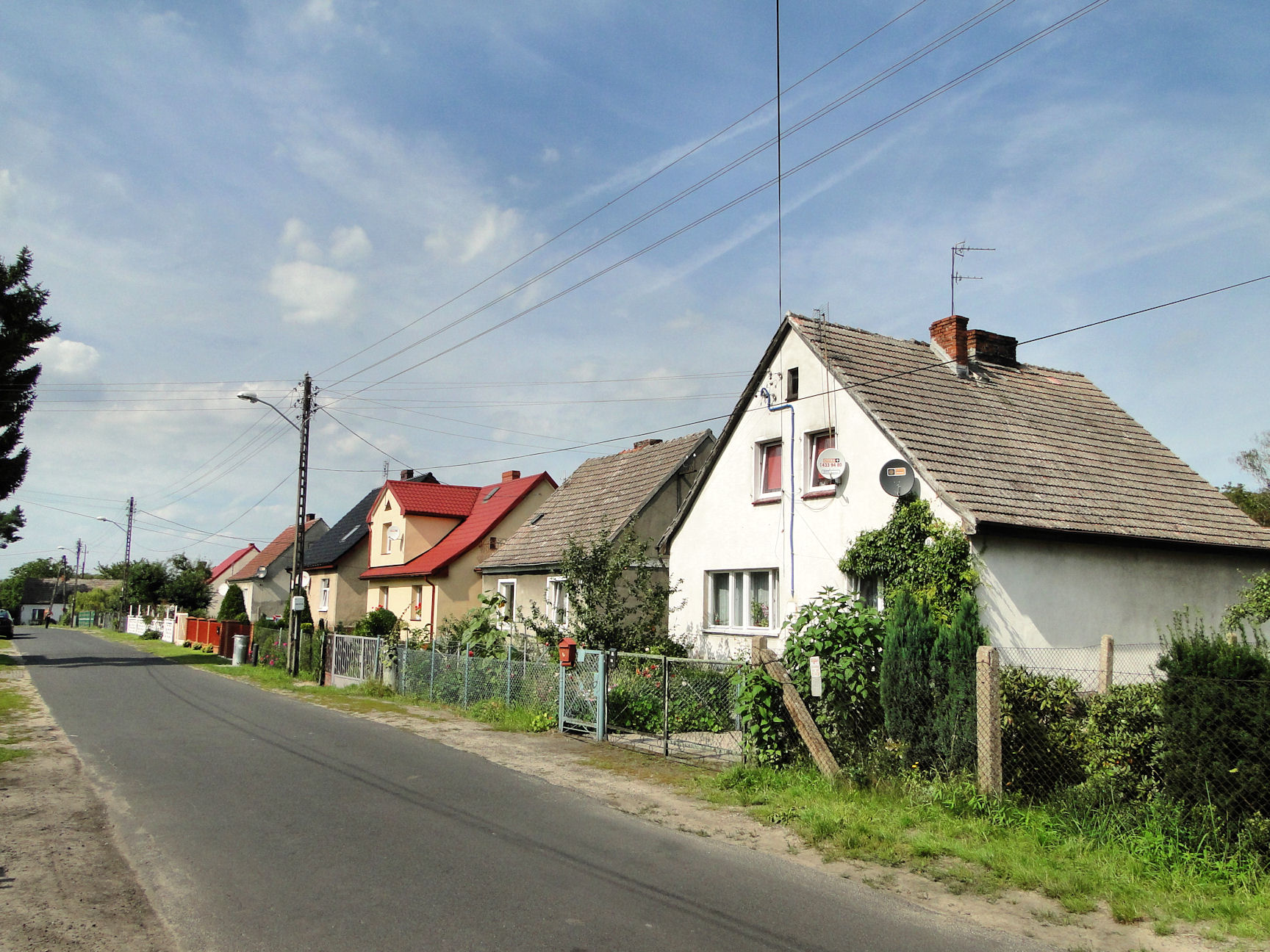
Sławociesze – ul. Lutyków